# 本土決戦
本土決戦（ほんどけっせん、旧字体：本土決戰）とは、第二次世界大戦（太平洋戦争）において想定された日本本土への連合軍陸上戦闘に対する日本側の呼称である。
アメリカ軍とイギリス軍、フランス軍を中心とした連合国軍は1945年（昭和20年）秋以降に「ダウンフォール作戦」として実施を予定し、日本軍は全てを決するという意味で「決号作戦」と称する防衛作戦を計画していた。しかし、1945年（昭和20年）8月に日本がポツダム宣言を受諾して降伏したため、本土決戦は行われることがなかった。

## 背景
帝国政府・大本営が「日米の天王山」と呼号し、死守すべく全力を注いだフィリピンの戦いでは、1945年（昭和20年）1月9日、連合国軍のルソン島リンガエン湾上陸によって日本軍の敗北がほぼ決定的なものとなり、同地の喪失と本土進攻は時間の問題となっていた。
また、連合国軍の潜水艦や航空機の攻撃による通商破壊に加え、マリアナ沖海戦・レイテ沖海戦以後は制海権・制空権を奪われた。機雷による日本沿岸の封鎖もあって内地と外地の連絡網は完全に遮断され、撤退も増援も絶望的な状況に陥っていた。
一方、連合国軍の本土上陸に備えた防衛のための準備は挙国一致体制の掛け声でおこなわれていたが、本土と占領地との間の制海権、制空権の喪失による石油や金属など軍需物資の深刻な不足で遅々として進まず、航空機用の代替燃料として松根油の生産や、鋼材を節約できるコンクリート船（武智丸）の建造さえ行なわれていた。その上日本本土空襲による爆撃も加わり、有効な防衛体制を構築すること自体が絶望的な状況であった。

## 本土防衛戦の準備

### 基本構想
当初、大本営は本土での地上戦を想定していなかったが、絶対国防圏が破綻し、本土防衛戦を一から考慮せざるを得ない状況となった。
第一に国体護持が最優先課題であったため、1944年1月ごろから大本営の転進計画（松代大本営建設）が秘密裏に進められた。
1944年7月20日、参謀総長は『本土沿岸築城実施要綱』を示し、連合国軍の上陸に備え、九十九里浜や鹿島灘、八戸に陣地構築を命じた。また、関東防衛のための大本営直属部隊として第36軍が編成された。
1944年7月24日、大本営は『陸海軍爾後ノ作戦大綱』を定し、フィリピン、千島列島、本土、台湾の4方面で、連合国軍の侵攻を想定した迎撃作戦の準備を命じた（捷号作戦）。
その約１カ月後にフィリピンに米軍が侵攻。これに対し大本営はフィリピンを死守すべく捷一号作戦を発動したが、逆にレイテ沖海戦で連合艦隊が壊滅する大敗を喫し、日本は海上作戦能力を事実上喪失した。
その結果をうけ、大本営は本格的に本土防衛計画に迫られることになった。連合国軍の本土上陸侵攻を遅延させ、その間に本土の作戦準備態勢を確立するための『帝國陸海軍作戦計画大網』を1945年1月20日に定め、陸上防衛戦への準備が進められていくことになる。この作戦計画は、「前縁地帯」つまり千島列島、小笠原諸島、南西諸島の沖縄本島以南、台湾などの地域を「外郭」とし、連合国軍が侵攻してきた場合、出来る限り抗戦して敵の出血を図りつつ、長駆侵攻してくる敵を日本本土深くまで誘い込んだ上で撃退するという海軍の漸減迎撃戦略が採用された。
1945年4月8日、大本営は、連合軍上陸の際には各方面軍が独立して最期まで戦闘にあたることと、『決号作戦準備要綱』を示達し、一連の防衛計画を正式な作戦名「決号作戦」とした。以降の大本営の構想は、部隊の後退、持久を認めない旨を各部隊に通達し、一億玉砕の思想にとらわれていくことになる。
日本軍は、連合国軍が本土に侵攻してくる時期を1945年秋と予測していた。当時の敵情分析をした書類には、
とされており、連合国軍の日本本土侵攻のスケジュールとほぼ一致していた。

### 陸軍

#### 指揮系統の一新
1945年1月22日、すでに沖縄戦前に解体されていた北方軍・台湾軍に加えて、1944年より本土防衛の総指揮を執っていた防衛総司令部の隷下にあった東部軍・中部軍・西部軍、及び朝鮮軍を廃止して、新たに方面軍と軍管区を新設した。これによって、作戦と軍政の分離を行い、本土決戦における指揮系統の明確化を図った。防衛総司令部はこれまでと同様に、直接部隊として東京防衛のための第36軍と第6航空軍を指揮下に置いていた。
さらに4月8日、指揮の円滑化を図るため、防衛総司令部は第1総軍・第2総軍に分割された。両総軍の指揮範囲は鈴鹿山脈を境界としていた。また、航空戦力の一元運用のため、航空総軍が新設された。この際に、第36軍は第12方面軍隷下になり、第6航空軍は航空総軍の隷下となった。

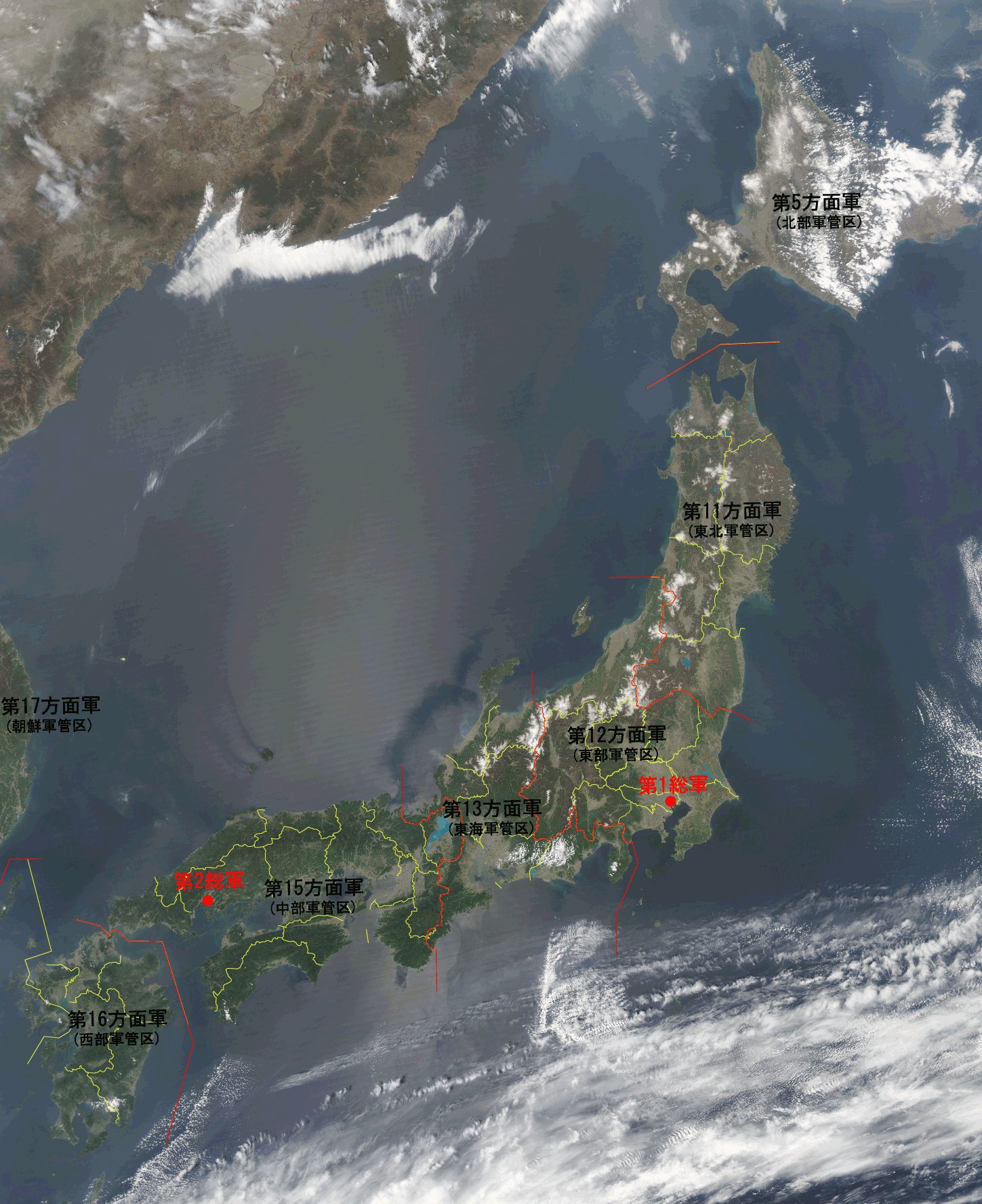

これら一連の新指揮系統の確立の結果を以下に示す。
- 第1総軍
  - 第11方面軍：東北軍管区（東北地方）
  - 第12方面軍：東部軍管区（関東・甲信越地方）
  - 第13方面軍：東海軍管区（東海・北陸地方）
- 第2総軍
  - 第15方面軍：中部軍管区（関西・中国・四国地方）
  - 第16方面軍：西部軍管区（九州地方）
- 第5方面軍：北部軍管区（北海道・樺太・千島列島など北海地方）
- 第17方面軍：朝鮮軍管区（朝鮮半島）
- 第10方面軍：台湾軍管区（台湾）

#### 兵力の配備
1944年にマリアナ諸島を喪失した頃、日本陸軍の総兵力はおよそ400万人であったが、そのうち、日本本土にあったのは、東部、中部、西部の各軍を合わせても約45万6千人で、総兵力のわずか11％に過ぎず、防衛戦を行うには兵力が不足していた。
兵力の欠乏を補うため、満洲や北方からの部隊転用が行われたほか、「根こそぎ動員」と呼ばれる現役兵から国民兵役に至るまでの大量召集と部隊新設が進められた。根こそぎ動員は、以下の通り、大きく3回に分けて実施された。
- 1945年2月28日に臨時動員が下令された第一次兵備
- 4月2日と6日にかけて臨時動員が下令された第二次兵備
- 5月23日に動員下令された第三次兵備

これらの動員によって、一般師団40個、独立混成旅団22個など約150万人近くが動員された。日本軍は、前述の時期を念頭に部隊の編成を実施した。しかし、期間や物資の制限から最終的には、兵力や装備が不足していても、編成が完結したと見なす方針が取られた。そのため、これらの師団は結局中途半端な人員・装備のままで配備されていった。
さらに、緊急時にのみ召集する防衛召集方式の部隊も、補助的な戦力として増設された。沿岸警備などを目的とした特設警備隊が引き続き編成されたほか、後述の国民戦闘組織と連携する部隊として地区特設警備隊も編成が始まった。従来は徴兵関係の事務処理機関だった連隊区司令部も、地区特設警備隊などを指揮して戦闘任務を負うことになり、職員兼任の地区司令部が新たに編成された。これらの部隊は兵器・訓練とも極めて不十分な状態であった。
以上のほか、本土所在の軍部隊の増加に応じた軍の秩序維持や軍民関係調整を図ることなどを目的に、国内配備の憲兵の大幅な増強も行われた。正規憲兵だけで14203人に及び、さらに補助憲兵9222人も増加配属された。これにより、国内憲兵は一挙に3倍の兵力となった。

#### 特殊軍務機関の移転
『帝國陸海軍作戦計画大網』の方針に則り、本土防衛戦での諜報戦、秘密戦、遊撃戦、細菌戦に備え、陸軍中野学校の群馬移転、および登戸研究所の長野移転が行われた。

### 海軍

#### 指揮系統の一新
レイテ沖海戦の敗北により多くの艦艇を失い、すでに組織的戦闘力を喪失していた海軍は、南東方面艦隊及び南西方面艦隊を除いた、全部隊を統一指揮するため、陸軍の指揮系統改編と同じ時期、1945年4月25日に、慶應大学日吉キャンパスに海軍総隊司令部を設置し、初代の海軍総司令長官には連合艦隊司令長官が兼務し豊田副武大将、ついで小沢治三郎中将が任命された。

### 行政・民兵等の整備
軍事上の要望と国民の権利を調整するために「軍事特別措置法」が施行され、船舶港湾などの一元的運営、地方行政組織の臨戦化も図られた。例えば、船舶運営会に委ねられていた船舶管理は、軍徴用船と合わせて新設の大本営海運総監部が行うことになった。
さらに、3月下旬以降は、陸海軍と別に全国民の戦力化を図る国民戦闘組織の編成が進められた。3月23日に統制強化と民間防衛のための国民義勇隊の設置が閣議決定され、国民学校初等科終了以上の65歳以下の男性、45歳以下の女性のうち、病弱者と兵役者を除く全員を地域単位で組織した。6月22日の義勇兵役法公布により、国民義勇隊は陸海軍正規部隊以外の補助戦闘組織である国民義勇戦闘隊への編入が可能となった。義勇兵役法では、兵役法対象外である若年者・高齢者・女性も対象に取り込まれ、男性は15歳以上60歳以下（当時の男子平均寿命46．9歳）、女性は17歳以上45歳以下までが「義勇召集」によって、国民義勇戦闘隊員に編入され、「義勇兵」として戦闘に参加することが可能となった。ただし召集拒否は不可であり、逃亡、忌避に対しては罰則が加えられた。対象年齢者以外の者も志願すれば、戦闘隊に参加することが可能で、それ以外の者は戦闘予測地域からの退避が予定されていた。これに伴い、在郷軍人会が自主的に組織していた防衛隊は、国民義勇隊に一本化された。

## 準備の経過
連合国軍は1945年4月に沖縄侵攻（沖縄戦）を開始、6月には沖縄の占領をほぼ完了した。連合国軍は日本の早期降伏を狙い、機雷や潜水艦による日本本土の海上封鎖、爆撃機による都市空襲を行ったものの、それらの降伏意思に対する効果は不明確であり、本土上陸を果たし、東京占領によって戦争終結を目指すことが計画された。
一方、日本政府は日露戦争を念頭にソ連を仲介とし、天皇制の維持を主目的とする「国体の護持」を掲げた講和工作を行ってはいたが、国家体制の破壊を太平洋戦争の最終目標とする連合国軍に受け入れられるはずがなく、はかばかしい結果を生み出さなかった。結局、成り行きで日本本土における戦争継続方針が採用された。
『昭和天皇独白録』によれば、6月12日には、「私が今迄聞いてゐた所では、海岸地方の防備が悪いといふ事であつたが、報告に依ると、海岸のみならず、決戦師団さへ、武器が満足に行き渡つてゐないと云ふ事だつた。敵の落した爆弾の鉄を利用して「シャベル」を作るのだと云ふ、これでは戦争は不可能と云ふ事を確認した。」また、「終戦後元侍従長の坪島から聞いた事だが一番防備の出来ている筈の鹿児島半島の部隊でさえ、対戦車砲がない有様で、兵は毎日塹壕堀に使役され、満足な訓練は出来て居らぬ有様だった相だ。」とある。
1945年7月26日に連合国の共同声明としてポツダム宣言が出される。最高戦争指導会議ではソ連からの仲介回答が出るまで静観するとされたが、軍部の側から政府に国民の士気に関わるという理由で非難声明を出す要求があり、鈴木貫太郎首相は記者会見で「重大な価値あるものとは認めない、ただ黙殺するのみである」と述べた。
その後、ソ連対日参戦によって最高戦争指導会議の御前会議において、昭和天皇の「聖断」によりポツダム宣言の受諾による停戦を決意、8月14日に宣言の正式受諾を連合国に通告する。翌15日にはそれが発表され、9月2日に宣言の正式な調印がなされた。これによって「本土決戦」は想定や計画だけに終わる結果となった。

## 各国の想定

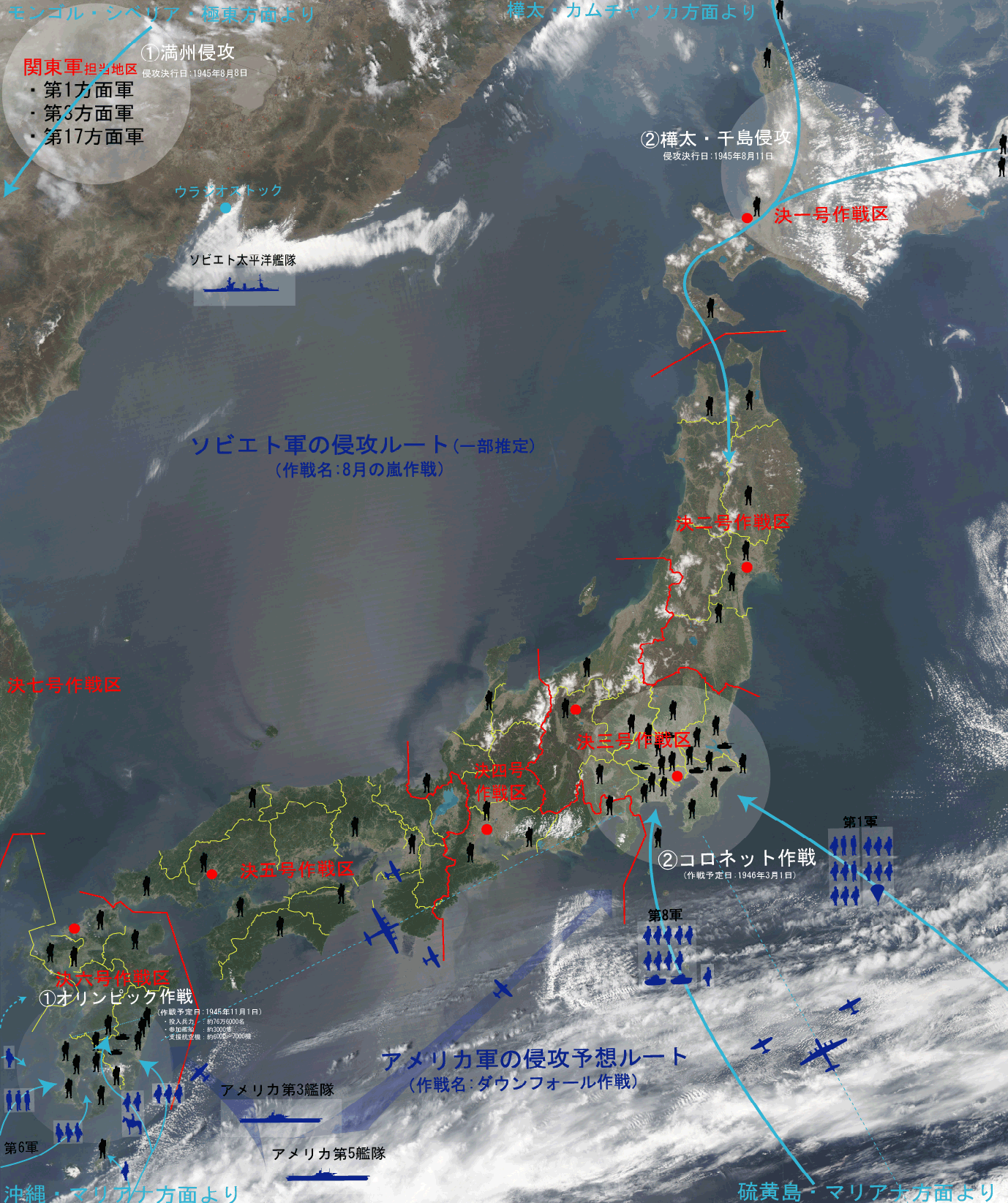
日本本土決戦の概略図

### 日本
千島から九州まで、日本全土において防御陣地の構築や根こそぎ動員により戦闘要員を確保する。特に陣地構築が多かった地区は九州と関東である。軍人のほかに地元住民なども動員して、塹壕や飛行場の構築が行われた。航空攻撃については夜間雷爆撃を主とする通常攻撃も含まれていたが、特攻が主体になると考えられていた。

### ソ連
ソ連は1945年8月8日に日本に宣戦し、翌9日未明、満洲・朝鮮北部と千島・樺太に侵攻している（ソ連対日参戦）。ソ連は北海道の北半分の占領をアメリカに要求しており、実際に1945年8月後半には軍へ北海道上陸の準備命令を出していた。

### 中華民国
中華民国は日本本土決戦を支援する陽動作戦として10月の後半に中国大陸での全面攻勢をする計画をしていた。

## 駐日外交官への対応
ドイツなどの同盟国やソ連のような非交戦国、スウェーデンやスイス、スペインなどの中立国の外交官の多くは東京や疎開先の軽井沢などで通常の活動を行っており、連合国軍上陸の際には日本政府とともに疎開、移動することとなっていた。

## 現代への影響
「本土決戦」は、絶対国防圏が破られた後に軍部が作成した泥縄的戦略で、その計画が未完に終わったため、戦後日本の防衛戦略に与えた影響は多くはない。しかし、本土決戦の準備のために凄惨な持久戦となった沖縄戦では多数の人的損害が発生した。自国民と領土を戦略的に犠牲にするという国民国家として「ありうる選択肢」を、日本政府が対米戦争においては沖縄にのみ負わせる結果に終わったことは、戦後、基地問題に代表される沖縄の本土への不信感を抱かせるに至った。
作家の笠井潔は、本土防衛戦が行われた犠牲者数の試算を200万から300万と、沖縄戦と比べて「これでも控えめな数字」と予測している。そしてこの惨禍を逃れたのは「幸運であった」としながらも、同時に、この代償として日本人がなにを失ったかを正確に知る必要がある、と述べている。
「本土決戦兵器」の一つとして疲労回復用のヒロポンが大量生産されたが、戦闘が行われなかったことで終戦時には大量に備蓄されていた。一旦はGHQに押収されたが、のちに日本軍の貯蔵医薬品の開放指令により、他の医療品とともに大量に市場に流出したことで、不足していた酒やタバコの代用として広まり多くの薬物依存者を発生させた。

## 舞台設定としての本土防衛戦
本土防衛戦は、それが非常に激しい陸上戦闘を伴うと思われること、またその結果として20世紀後半の日本が分断国家となった可能性があったことから、架空戦記やSFなどの設定やプロットに用いられることがある。

### 「本土決戦」を題材としたフィクション作品
- 『地には平和を』（小松左京、1963年発表）
- 『本土決戦 日本侵攻・昭和20年11月』（デイヴィッド・ウェストハイマー、木村譲二訳、1971年）
- 『日本本土決戦』（檜山良昭、1981年）――『アメリカ本土決戦』『ソ連本土決戦』と続く「本土決戦三部作」の一作
- 『五分後の世界』（村上龍、1994年）
- 『ヒュウガ・ウイルス-五分後の世界2』(村上龍、1998年、幻冬舎文庫)
- 『鉄槌 1944迎撃!本土決戦!!』1-5巻(橋本純、2000-2001年、学習研究社歴史群像新書)

## 研究書、テレビドキュメンタリー
- 『幻の本土決戦 房総半島の防衛』全8巻（千葉日報社、1989-1994年）
- 大西比呂志、栗田尚弥、小風秀雅『相模湾上陸作戦―第二次大戦終結への道』（有隣堂新書、1995年）
- 保阪正康『本土作戦幻想／オリンピック作戦編』『コロネット作戦編』（毎日新聞社、2009年）
- 『決定版・太平洋戦争8「一億総特攻」「本土決戦」への道』（歴史群像シリーズ、2010年）
- 藤田昌雄『日本本土決戦―知られざる国民義勇戦闘隊の全貌』（潮書房光人社、2015年）
- 土門周平『本土決戦―幻の防衛作戦と米軍進攻計画』（光人社NF文庫、2015年）
- 広域高速ネット二九六『幻の本土最終決戦～首都の盾 房総千葉～』（2015年）